# Raja pulchra
Espèce
Statut de conservation UICN

 VU A2bcd+3cd+4cd : Vulnérable
Raja pulchra est une espèce de raie de la famille des Rajidae. Habitante des eaux peu profondes du littoral, on la trouve dans le nord-ouest de l'océan Pacifique au large de la Corée, du Japon et de la Chine. Cette espèce atteint 1,12 m de long et possède une nageoire pectorale en forme de losange avec un long museau. Elle se caractérise par une couverture de piquants en dessus et en dessous de son museau, mais pas ailleurs sur son corps et un anneau noir au milieu de chaque aile (bien que celui-ci puisse être indistinct chez les adultes).
Son régime alimentaire est composé de crevettes, céphalopodes, poissons osseux, et de crabes. Elle est ovipare, les femelles produisant des groupes d'œufs presque toute l'année. Avec la grande Raja binoculata elle est l'une des deux seules espèces de raies qui pond régulièrement plusieurs embryons (jusqu'à cinq) dans un seul œuf. La raie tachetée est appréciée comme aliment en Corée du Sud et au Japon. Elle est soumise à une pêche intensive, intentionnelles ou non, dans tout son territoire et sa population a considérablement diminué depuis les années 1980. En conséquence, l'Union internationale pour la conservation de la nature (UICN) l'a classée comme vulnérable.

## Taxonomie
Raja pulchra a été scientifiquement décrite par l'ichtyologiste Liu Fah-Hsuen dans un numéro de 1932 de The Science Reports of National Tsing Hua University. Le spécimen type a été perdu depuis. Des études systématiques ont montré que cette espèce et cinq autres espèces vivant dans le Pacifique Nord appartiennent à un genre distinct, qui doit encore être nommé.

## Distribution et habitat
Raja pulchra vit dans les eaux tempérées du nord-ouest de l'océan Pacifique, depuis la mer d'Okhotsk, la mer du Japon, la mer Jaune et la mer de Bohai et la mer de Chine orientale, jusqu'à Taiwan. Les documents historiques à partir des années 1980 indiquent qu'elle a été très abondante autour des îles coréennes de Daecheong et Heuksando et de la principale île japonaise Hokkaido. Cette espèce benthique vit généralement dans les eaux côtières peu profondes: on la trouve à des profondeurs de 5 à 30 m dans la mer d'Okhotsk et de 5 à 15 m dans la mer Jaune. Toutefois, on en a trouvé à des profondeurs de 120 m.

## Description
Atteignant une longueur maximale de 1,12 m, Raja pulchra a des nageoires pectorales en forme de losange avec un museau allongé qui se termine en pointe. La longueur de la tête vue de dessus est au moins quatre fois la distance entre les yeux. Il y a une encoche dans le bord postérieur de chaque nageoire pelvienne. La queue porte un repli courant le long de chaque côté et deux petites nageoires dorsales placées près de l'extrémité, la nageoire caudale est réduite à un simple pli pas plus profond que les plis latéraux arrière. Il y a habituellement une épine unique sur la nuque. Des piquants couvrent les parties dorsale et ventrale du museau, mais ils ne se prolongent pas sur le dos ou le ventre comme chez R.binoculata. Cette espèce est brunâtre au-dessus et plus claire en dessous. Les jeunes raies ont une paire de grands cercles sombres sur la partie supérieure des nageoires pectorales, qui s'éclaircissent avec l'âge, les adultes ayant par contre des réticulations plus foncées sur le dos de ces nageoires.

## Biologie et écologie
Elle se nourrit principalement de crevettes, ainsi que de céphalopodes, poissons osseux et de crabes. Dans la mer Jaune, sa proie la plus importante est de loin la crevette Crangon affinis tandis que la crevette Trachypenaeus curvirostris et le poisson Ammodytes personatus contribuent également de manière substantielle à son régime alimentaire. La queue contient une paire d'organes électriques latéraux, composés chacun d'une colonne de cellules en forme de disque. Ces organes produisent un faible champ électrique qui pourrait servir à la communication entre individus.
Comme d'autres membres de sa famille, Raja pulchra est ovipare. La reproduction dure presque toute l'année, avec un pic d'avril à juin et de novembre à décembre, s'arrêtant seulement au milieu de l'été. Les femelles pondent de 98 à 556 œufs par an (en moyenne 240). Les œufs sont généralement déposés sur les sols sablonneux ou boueux; au large d'Hokkaidō, ils sont généralement laissés dans les cages de culture utilisées par les exploitations agricoles de pétoncles,. La capsule est de forme rectangulaire, mesurant 14 à 18,8 cm de long et 7 à 9,4 cm de large. Il y a une profonde entaille de chaque côté et une courte corne aplatie aux quatre coins. La capsule contient généralement plusieurs embryons, jusqu'à cinq, Raja binoculata est la seule autre espèce connue à avoir également plus d'un embryon dans une capsule,. Les raies nouvellement nées mesurent 9,5 cm de long. Les mâles atteignent leur maturité sexuelle à 47,3 cm de large, et les femelles à 68,5 cm.